# Виюм, Аусттоур Магнуссон
Аусттоур Магнуссон Виюм (исл. Ástþór Magnússon Wium, родился 4 августа 1953 года) — исландский предприниматель и самопровозглашённый борец за мир, наиболее известный как основатель первой компании по выпуску кредитных карт в Исландии и постоянный кандидат на пост президента Исландии.

## Биография
После окончания landspróf (национальный экзамен) Аусттоур учился в Коммерческом колледже Исландии, а затем переехал в Великобританию, чтобы изучать коммерческую фотографию и маркетинг в Колледже искусств и дизайна Медуэй.
В 1979 году Аусттоур представлял компанию Eurocard в Исландии, став первой компанией по выпуску кредитных карт, работающей в Исландии. Успех Eurocard сделал его финансово независимым.
Аусттоур четыре раза безуспешно баллотировался на пост президента Исландии: в 1996, 2004, 2012, 2016 и 2024 годах. В 2000 году он не смог набрать необходимые 1500 подписей и поэтому не был включён в избирательный бюллетень. 1 июня 2012 года его кандидатура была отозвана, поскольку он не смог получить обязательный сертификат от старшего сотрудника избирательной комиссии в Северо-Западном избирательном округе; поскольку он был единственным претендентом в 2000 году, это означало, что действующий президент Оулавюр Рагнар Гримссон был переизбран без сопротивления. На выборах 2004 года он получил 1,9 % от общего числа голосов, а в 2016 году — 0,3 %.
Аусттоур был основателем и председателем Демократического движения, политической партии, основанной в 1998 году с целью продвижения прямой демократии и электронной демократии. Партия распалась после всеобщих выборов 2009 года. Он также основал движение «МИР-2000».
В 1996 году он распространил книгу «Использование Bessastaðir» среди всех домохозяйств в Исландии.
В разное время Аусттоур критически относился к внешней политике США, особенно во время войны в Ираке, против которой он яростно выступал. В последующие годы Аусттоур часто занимал пророссийскую позицию в различных спорах между Россией и западным миром. В частности, он выразил поддержку аннексии Крыма в 2014 году и предложил присудить президенту России Владимиру Путину Нобелевскую премию мира за её организацию. Аусттоур критически отозвался о международных санкциях, введённых против России после российско-украинского военного конфликта, а в 2023 году заявил, что санкции представляют собой акт геноцида против российского народа.
3 января 2024 года Аусттоур объявил, что будет баллотироваться на пост президента в шестой раз. В ходе проверки Национальной избирательной комиссией, после сдачи необходимых одобрений, было установлено, что Аусттоур, наряду с несколькими другими кандидатами, набрал меньше минимального количества подписей, когда были удалены недействительные подписи, такие как имена тех, кто также подписал контракт с другим кандидатом. На следующий день он сдал недостающие одобрения, и его кандидатура была признана действительной.